# Трайчо Синапов
Трайчо Синапов е български музикант, акордеонист.

## Биография
Трайчо Синапов е роден на 18 декември 1942 година в София в циганско семейство на професионален музикант. Започва да свири на акордеон, когато навършва десет години. Музикална грамотност получава в Читалище „Аура“. Развива природната си дарба с постоянство и едва 20-годишен е поканен от известния акордеонист Борис Карлов за концерти из страната. Групата включва популярни певци от онези години – Йовчо Караиванов, Мита Стойчева, Стайка Гьокова.
Синапов работи дълги години като корепетитор в Държавното хореографско училище с водещи хореографи, като Кирил Дженев, Маргарита Дикова и Кирил Харалампиев, усвоявайки разнообразен фолклорен репертоар и правейки първите си опити за композиране на собствени хора. През 1970 г. прави първите си записи в Радио „София“ и се среща кларинетиста Димитър Пасков – Тигъра и в продължение на две десетилетия, двамата изнасят концерти в България и извън страната. Държи на оригиналната българска народна музика, без смесица от стилове.
Умира на 9 октомври 2014 г. в София.

## Памет
На Трайчо Синапов е наречена улица в квартал „Обеля 1“ в София (Карта).

## Дискография

### Малки плочи
- 1973 – „Изпълнения на Трайчо Синапов – акордеон“ (Балкантон – ВНМ 6560)[5]

### Дългосвирещи плочи
- 1978 – „Трайчо Синапов – акордеон“ (Балкантон – ВНА 10165)[6]
- 1981 – „Хора и ръченици. Трайчо Синапов – акордеон и Димитър Пасков – кларинет“ (Балкантон – ВНА 10674)[7]
- 1987 – „Трайчо Синапов – акордеон“ (Балкантон – ВНА 12122)[8]

### Аудиокасети
- 1988 – „Трайчо Синапов – акордеон“ (Балкантон – ВНМС 7258)[9]

## Външи препратки
- Дискография на Трайчо Синапов в „Discogs.com“